# Aotus nancymaae
Aotus nancymaae é uma espécie de macaco-da-noite, um Macaco do Novo Mundo, da família Aotidae. Ocorre no Brasil e Peru.
É conhecido por ser um organismo modelo no estudo do antígeno Duffy.